# 2020年東京オリンピックのアメリカ合衆国選手団
2020年東京オリンピックのアメリカ合衆国選手団（2020ねんとうきょうオリンピックのアメリカがっしゅうこくせんしゅだん、英語: United States at the 2020 Summer Olympics）は、2021年7月23日から8月8日にかけて日本の首都東京で開催された2020年東京オリンピックのアメリカ合衆国選手団、およびその競技結果。

## メダル
| メダル | 選手名 | 競技                 | 種目                                    | 日付    |
| ------ | --- | -------------------- | --------------------------------------- | ------- |
| 金     | リー・キーファー | フェンシング         | 女子フルーレ個人                        | 7月25日 |
| 金     | チェース・ケイリシュ | 競泳                 | 男子400m個人メドレー                    | 7月25日 |
| 金     | ウィリアム・シェイナー | 射撃                 | 男子10mエアライフル                     | 7月25日 |
| 金     | アナスタシヤ・ゾロティチ | テコンドー           | 女子57kg級                              | 7月25日 |
| 金     | ケイレブ・ドレセル ブレイク・ピエロニ ボーウェン・ベッカー ザック・アップル ほか1名 | 競泳                 | 男子4×100mフリーリレー                  | 7月26日 |
| 金     | アンバー・イングリッシュ | 射撃                 | 女子スキート                            | 7月26日 |
| 金     | ビンセント・ハンコック | 射撃                 | 男子スキート                            | 7月26日 |
| 金     | リディア・ジェイコビー | 競泳                 | 女子100m平泳ぎ                          | 7月27日 |
| 金     | カリッサ・ムーア | サーフィン           | 女子                                    | 7月27日 |
| 金     | キャスリーン・レデッキー | 競泳                 | 女子1500m自由形                         | 7月28日 |
| 金     | 3x3女子アメリカ合衆国代表： ケルシー・プラム ジャクリン・ヤング ステファニー・ドルソン アリシャ・グレイ | バスケットボール     | 女子3x3                                 | 7月28日 |
| 金     | ロバート・フィンケ | 競泳                 | 男子800m自由形                          | 7月29日 |
| 金     | ケイレブ・ドレセル | 競泳                 | 男子100m自由形                          | 7月29日 |
| 金     | スニーサ・リー | 体操                 | 女子個人総合                            | 7月29日 |
| 金     | ケイレブ・ドレセル | 競泳                 | 男子100mバタフライ                      | 7月31日 |
| 金     | キャスリーン・レデッキー | 競泳                 | 女子800m自由形                          | 7月31日 |
| 金     | ケイレブ・ドレセル | 競泳                 | 男子50m自由形                           | 8月1日  |
| 金     | ロバート・フィンケ | 競泳                 | 男子1500m自由形                         | 8月1日  |
| 金     | ライアン・マーフィー マイケル・アンドリュー ケイレブ・ドレセル ザック・アップル ほか4名 | 競泳                 | 男子4×100mメドレーリレー                | 8月1日  |
| 金     | ザンダー・シャウフェレ | ゴルフ               | 男子                                    | 8月1日  |
| 金     | ジェイド・キャリー | 体操                 | 女子ゆか                                | 8月2日  |
| 金     | バラリー・オールマン | 陸上                 | 女子円盤投                              | 8月2日  |
| 金     | タミラ・マリアマ・メンサ＝ストック | レスリング           | 女子フリースタイル68kg級                | 8月3日  |
| 金     | アシング・ムー | 陸上                 | 女子800m                                | 8月3日  |
| 金     | シドニー・マクラフリン | 陸上                 | 女子400mハードル                        | 8月4日  |
| 金     | ライアン・クラウザー | 陸上                 | 男子砲丸投                              | 8月5日  |
| 金     | ネビン・ハリソン | カヌー               | 女子スプリント・カナディアン（C-1）200m | 8月5日  |
| 金     | デービッド・モリス・テイラー | レスリング           | 男子フリースタイル86kg級                | 8月5日  |
| 金     | ケイティ・ナジオット | 陸上                 | 女子棒高跳                              | 8月5日  |
| 金     | エイプリル・ロス アレクサンドラ・クラインマン | ビーチバレー         | 女子ビーチバレー                        | 8月6日  |
| 金     | ゲーブル・ダン・スティーブソン | レスリング           | 男子フリースタイル125kg級               | 8月6日  |
| 金     | バスケットボールアメリカ合衆国代表： ケルドン・ジョンソン ザック・ラビーン デイミアン・リラード ケビン・デュラント クリス・ミドルトン ジェラミ・グラント ジェイソン・テイタム ジャベール・マギー ジュルー・ホリデー バム・アデバヨ ドレイモンド・グリーン デビン・ブッカー | バスケットボール     | 男子                                    | 8月7日  |
| 金     | ネリー・コルダ | ゴルフ               | 女子                                    | 8月7日  |
| 金     | 水球女子アメリカ合衆国代表： アシュリー・ジョンソン マデリン・マッセルマン メリッサ・サイデマン レーチェル・ファッタル ページ・ハウスチャイルド マーガレット・ステフェンズ ステファニー・ハララビディス ジェイミー・ノイシャル アリア・フィッシャー カリー・ギルクリスト マッケンジー・フィッシャー アリス・ウィリアムズ アマンダ・ロンガン | 水球                 | 女子                                    | 8月7日  |
| 金     | シドニー・マクラフリン アリソン・フェリックス ダリラ・ムハンマド アシング・ムー ほか4名 | 陸上                 | 女子4×400mリレー                        | 8月7日  |
| 金     | マイケル・チェリー マイケル・ノーマン ブライス・デッドモン ライ・ベンジャミン ほか3名 | 陸上                 | 男子4×400mリレー                        | 8月7日  |
| 金     | ジェニファー・バレンテ | 自転車               | 女子オムニアム                          | 8月8日  |
| 金     | バスケットボール女子アメリカ合衆国代表： ジュエル・ロイド スカイラー・ディギンズ スー・バード アリエル・アトキンズ チェルシー・グレイ アジャ・ウィルソン ブレアナ・スチュアート ナフィーサ・コリアー ダイアナ・トーラジ シルビア・ファウルス ティナ・チャールズ ブリトニー・グライナー | バスケットボール     | 女子                                    | 8月8日  |
| 金     | バレーボール女子アメリカ合衆国代表： マイカ・ハンコック ジョーディン・ポールター ジャスティン・ウォン＝オランテス ジョーダン・ラーソン アンドレア・ドルーズ ジョーダン・トンプソン ミシェル・バーチ＝ハックリー キンバリー・ヒル フォルケ・アキンラデウォ ヘイリー・ワシントン ケルシー・ロビンソン チアカ・オグボグ | バレーボール         | 女子                                    | 8月8日  |
| 銀     | ジェイ・リザーランド | 競泳                 | 男子400m個人メドレー                    | 7月25日 |
| 銀     | エマ・ウェイアント | 競泳                 | 女子400m個人メドレー                    | 7月25日 |
| 銀     | キャスリーン・レデッキー | 競泳                 | 女子400m自由形                          | 7月26日 |
| 銀     | ジェシカ・パラット ディレイニー・シュネル | 飛込                 | 女子10mシンクロ高                       | 7月27日 |
| 銀     | メアリー・キャロリン・タッカー ルーカス・コゼニスキー | 射撃                 | 混合団体10mエアライフル                 | 7月27日 |
| 銀     | シモーン・バイルス ジョーダン・チャイルズ スニーサ・リー グレイス・マッカラム | 体操                 | 女子団体総合                            | 7月27日 |
| 銀     | ソフトボールアメリカ合衆国代表： オーブリー・ムンロ アリソン・アギラー アリソン・カルダ アマンダ・チデスター ケルシー・スチュアート ヘイリー・マクレニー ジャネット・リード モニカ・アボット ミシェル・モールトリー バレリー・アリオト レーチェル・ガルシア デジャ・ムリポラ キャサリン・オスターマン バッバ・ニクルス ディレイニー・スポールディング | ソフトボール         | 女子                                    | 7月27日 |
| 銀     | エイドリアン・ライル ステファン・ピーターズ サビーン・シュット＝ケリー | 馬術                 | 馬場馬術団体                            | 7月27日 |
| 銀     | アレックス・ウォルシュ | 競泳                 | 女子200m個人メドレー                    | 7月28日 |
| 銀     | エリカ・サリバン | 競泳                 | 女子1500m自由形                         | 7月28日 |
| 銀     | アンドリュー・カポビアンコ マイク・ヒクソン | 飛込                 | 男子3mシンクロ板                        | 7月28日 |
| 銀     | リーガン・スミス | 競泳                 | 女子200mバタフライ                      | 7月29日 |
| 銀     | アリソン・シュミット ページ・マッデン キャスリン・マクラフリン キャスリーン・レデッキー ほか2名 | 競泳                 | 女子4×200mフリーリレー                  | 7月29日 |
| 銀     | ケイル・ブラウニング | 射撃                 | 女子トラップ                            | 7月29日 |
| 銀     | リリー・キング | 競泳                 | 女子200m平泳ぎ                          | 7月30日 |
| 銀     | ライアン・マーフィー | 競泳                 | 男子200m背泳ぎ                          | 7月30日 |
| 銀     | ケイティ・ザファーズ ケビン・マクダウェル テイラー・ニブ モーガン・ピアソン | トライアスロン       | 混合リレー                              | 7月31日 |
| 銀     | ハンナ・ロバーツ | 自転車               | 女子BMXフリースタイル                   | 8月1日  |
| 銀     | リーガン・スミス リディア・ジェイコビー トーリ・ハスク アビー・ワイツェル ほか4名 | 競泳                 | 女子4×100mメドレーリレー                | 8月1日  |
| 銀     | レイベン・ソーンダーズ | 陸上                 | 女子砲丸投                              | 8月1日  |
| 銀     | ミカイラ・スキナー | 体操                 | 女子跳馬                                | 8月1日  |
| 銀     | キャサリン・ニー | ウエイトリフティング | 女子76kg級                              | 8月1日  |
| 銀     | フレッド・カーリー | 陸上                 | 男子100m                                | 8月1日  |
| 銀     | ケンドラ・ハリソン | 陸上                 | 女子100mハードル                        | 8月2日  |
| 銀     | アデリン・マリア・グレイ | レスリング           | 女子フリースタイル76kg級                | 8月2日  |
| 銀     | ブリトニー・リース | 陸上                 | 女子走幅跳                              | 8月3日  |
| 銀     | ライ・ベンジャミン | 陸上                 | 男子400mハードル                        | 8月3日  |
| 銀     | クリストファー・ニルセン | 陸上                 | 男子棒高跳                              | 8月3日  |
| 銀     | ダリラ・ムハンマド | 陸上                 | 女子400mハードル                        | 8月4日  |
| 銀     | コートニー・フレリックス | 陸上                 | 女子3000m障害                           | 8月4日  |
| 銀     | ケネス・ベドナレク | 陸上                 | 男子200m                                | 8月4日  |
| 銀     | グラント・ホロウェイ | 陸上                 | 男子110mハードル                        | 8月5日  |
| 銀     | ジョー・コバックス | 陸上                 | 男子砲丸投                              | 8月5日  |
| 銀     | デューク・レイガン | ボクシング           | 男子フェザー級                          | 8月5日  |
| 銀     | ナサニエル・コールマン | スポーツクライミング | 男子複合                                | 8月5日  |
| 銀     | ジャビアン・オリバー ティアナ・ダニエルズ ジェナ・プランディーニ ガブリエル・トーマス ほか2名 | 陸上                 | 女子4×100mリレー                        | 8月6日  |
| 銀     | カイル・フレデリック・スナイダー | レスリング           | 男子フリースタイル97kg級                | 8月7日  |
| 銀     | ローラ・クロート ジェシカ・スプリングスティーン マクレーン・ウォード | 馬術                 | 障害飛越団体                            | 8月7日  |
| 銀     | 野球アメリカ合衆国代表： エディ・アルバレス エリック・フィリア ジャック・ロペス マーク・コロスバリ ニック・アレン ジェイミー・ウェストブルック ニック・マルティネス スコット・カズミアー パトリック・キブレハン タイラー・オースティン バッバ・スターリング トッド・フレイジャー トリストン・カサス ライダー・ライアン デビット・ロバートソン アンソニー・ゴース ブランドン・ディクソン エドウィン・ジャクソン ティム・フェデロビッチ シェーン・バズ スコット・マクガフ ジョー・ライアン シメオン・ウッズ・リチャードソン アンソニー・カーター | 野球                 | 男子                                    | 8月7日  |
| 銀     | キーショーン・デイビス | ボクシング           | 男子ライト級                            | 8月8日  |
| 銀     | リチャード・トーレス・ジュニア | ボクシング           | 男子スーパーヘビー級                    | 8月8日  |
| 銅     | キーラン・スミス | 競泳                 | 男子400m自由形                          | 7月25日 |
| 銅     | ハリ・フリッキンガー | 競泳                 | 女子400m個人メドレー                    | 7月25日 |
| 銅     | エリカ・ブラウン アビー・ワイツェル ナタリー・ハインズ シモーン・マニュエル ほか3名 | 競泳                 | 女子4×100mフリーリレー                  | 7月25日 |
| 銅     | ジャガー・イートン | スケートボード       | 男子ストリート                          | 7月25日 |
| 銅     | ケイティ・ザファーズ | トライアスロン       | 女子個人                                | 7月27日 |
| 銅     | リーガン・スミス | 競泳                 | 女子100m背泳ぎ                          | 7月27日 |
| 銅     | ライアン・マーフィー | 競泳                 | 男子100m背泳ぎ                          | 7月27日 |
| 銅     | リリー・キング | 競泳                 | 女子100m平泳ぎ                          | 7月27日 |
| 銅     | ケイト・ダグラス | 競泳                 | 女子200m個人メドレー                    | 7月28日 |
| 銅     | ハリ・フリッキンガー | 競泳                 | 女子200mバタフライ                      | 7月29日 |
| 銅     | アニー・レーザー | 競泳                 | 女子200m平泳ぎ                          | 7月30日 |
| 銅     | マデリン・アン・バーノウ ブライアン・バローズ | 射撃                 | 混合団体トラップ                        | 7月31日 |
| 銅     | トレバー・スチュアート ケンドール・エリス ケイリン・ホイットニー バーノン・ノーウッド ほか4名 | 陸上                 | 混合4×400mリレー                        | 7月31日 |
| 銅     | クリスタ・パーマー | 飛込                 | 女子3m板                                | 8月1日  |
| 銅     | アレクサンダー・マッシアラス ニック・イトキン ゲレク・マインハート レイス・インボーデン | フェンシング         | 男子フルーレ団体                        | 8月1日  |
| 銅     | スニーサ・リー | 体操                 | 女子段違い平行棒                        | 8月1日  |
| 銅     | サラ・ロブレス | ウエイトリフティング | 女子87kg超級                            | 8月2日  |
| 銅     | クロエ・ダイジャート メーガン・ジャストラブ ジェニファー・バレンテ エマ・ホワイト ほか1名 | 自転車               | 女子チームパシュート                    | 8月3日  |
| 銅     | シモーン・バイルス | 体操                 | 女子平均台                              | 8月3日  |
| 銅     | レーブン・ロジャーズ | 陸上                 | 女子800m                                | 8月3日  |
| 銅     | ガブリエル・トーマス | 陸上                 | 女子200m                                | 8月3日  |
| 銅     | オシェー・ジョーンズ | ボクシング           | 女子ウェルター級                        | 8月4日  |
| 銅     | ノア・ライルズ | 陸上                 | 男子200m                                | 8月4日  |
| 銅     | コーリー・ジュノー | スケートボード       | 男子パーク                              | 8月5日  |
| 銅     | サッカーアメリカ合衆国女子代表： アリッサ・ネイハー クリスタル・ダン サマンサ・ミュイス ベッキー・サワーブラン ケリー・オハラ クリスティ・ミュイス トビン・ヒース ジュリー・アーツ リンジー・ホーラン カーリー・ロイド クリステン・プレス ティアーナ・デービッドソン アレックス・モーガン エミリー・ソネット ミーガン・ラピノー ローズ・ラベル アビー・ダールケンパー アドリアナ・フランチ カタリナ・マカリオ ケーシー・クルーガー リン・ウィリアムズ ジェーン・キャンベル                                                                     | サッカー             | 女子                                    | 8月5日  |
| 銅     | トーマス・パトリック・ジルマン | レスリング           | 男子フリースタイル57kg級                | 8月5日  |
| 銅     | ヘレン・ルイーズ・マルーリス | レスリング           | 女子フリースタイル57kg級                | 8月5日  |
| 銅     | カイル・ダグラス・デイク | レスリング           | 男子フリースタイル74kg級                | 8月6日  |
| 銅     | アリエル・トレス・グティエレス | 空手                 | 男子形                                  | 8月6日  |
| 銅     | ポール・チェリモ | 陸上                 | 男子5000m                               | 8月6日  |
| 銅     | アリソン・フェリックス | 陸上                 | 女子400m                                | 8月6日  |
| 銅     | モリー・サイデル | 陸上                 | 女子マラソン                            | 8月7日  |
| 銅     | サラ・アン・ヒルデブラント | レスリング           | 女子フリースタイル50kg級                | 8月7日  |

## 種目別選手

### アーチェリー
- 6名

### 陸上
- 128名

### バドミントン
- 4名

### 野球・ソフトボール

#### 野球
- 24名

#### ソフトボール
- ソフトボール女子[1]

### バスケットボール
- 女子[2]

### ラグビー
- 男子[3]
- 女子[3]

### 水泳

#### 水球
- 女子[4]